# Alta Valle del Tevere
Alta Valle del Tevere  (« Haute vallée du Tibre ») correspond au début du cours du fleuve Tibre depuis sa source au mont Fumaiolo jusqu'au centre habité de Montecastelli une frazione d'Umbertide, situé au sud de Città di Castello.

## Géographie

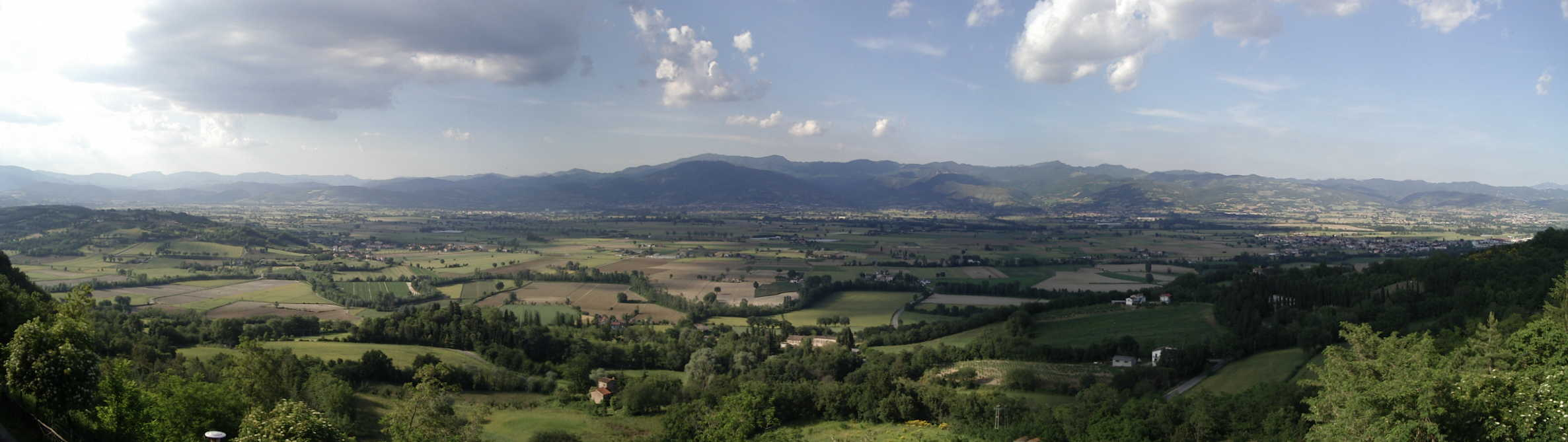
Haute vallée du Tibre depuis Citerna.

### Topographie
Ce territoire est situé aux confins des régions Toscane, Ombrie et Émilie-Romagne.
Il est délimité au nord-ouest par l'Alpe di Catenaia, au nord-est par l'Alpe della Luna et à l'ouest par la chaîne collinaire pré-apennine.
Trois importants Passi (cols) mettent en relation le fond de vallée avec la partie adriatique de l'apennin. Ce sont ceux de Viamaggio vers Rimini, Bocca Trabaria vers Urbino et Bocca Serriola vers Fano.
Dans la vallée convergent les affluents latéraux du Tibre, principalement les torrents Afra, Singerna, Sovara et Cerfone.
Les principaux centres d'activité de la vallée sont Città di Castello et Sansepolcro.

### Administration
l'Alta Valle del Tevere, partagée administrativement entre les régions Émilie-Romagne (Une toute petite partie), Toscane et Ombrie constitue, du point de vue géographique social et économique, un unique bassin dans lequel vivent environ 82 000 habitants dont 27 000 dans la partie toscane et 55 000 dans l'ombrienne.
Administrativement l'Alta Valle del Tevere comprend aussi les communes de Badia Tedalda (vallée du Marecchia), Sestino (dans la val Foglia) et Umbertide (moyenne Valle del Tevere). De fait le total des habitants de l'ensemble dépasse les 100 000 personnes.
Traversée sur toute la longueur par le fleuve Tibre barré au nord de Sansepolcro par la retenue d'eau artificielle du lac de Montedoglio, la vallée est sillonnée dans la même direction par la route de grande circulation E45 (Cesena-Rome) ainsi que par la ligne ferroviaire  Ferrovia Centrale Umbra (Sansepolcro - Terni).

## Sources
- (it) Cet article est partiellement ou en totalité issu de l’article de Wikipédia en italien intitulé « Alta Valle del Tevere » (voir la liste des auteurs).